# Civil Air Navigation Services Organisation
Pour les articles homonymes, voir Canso.
La Civil Air Navigation Services Organisation (CANSO) est une organisation rassemblant les prestataires de service de la navigation aérienne (PSNA) du monde entier, ainsi que les industriels du domaine, pour défendre leurs intérêts et stimuler des coopérations entre eux. L'association, créée en 1996, a son siège à l'aéroport d'Amsterdam-Schiphol, des bureaux régionaux à Bruxelles, Djeddah et Singapour ainsi qu'une représentation à Montréal, près du siège de l'Organisation de l'aviation civile internationale.